# Chartocerus kerrichi
Chartocerus kerrichi är en stekelart som först beskrevs av Agarwal 1963.  Chartocerus kerrichi ingår i släktet Chartocerus och familjen långklubbsteklar. Inga underarter finns listade i Catalogue of Life.